# گروناو، نیدرزاکسن
شهر گروناو، نیدرزاکسندر ایالت نیدرزاکسن در کشور آلمان واقع شده‌است.